# Angelino Dulcert

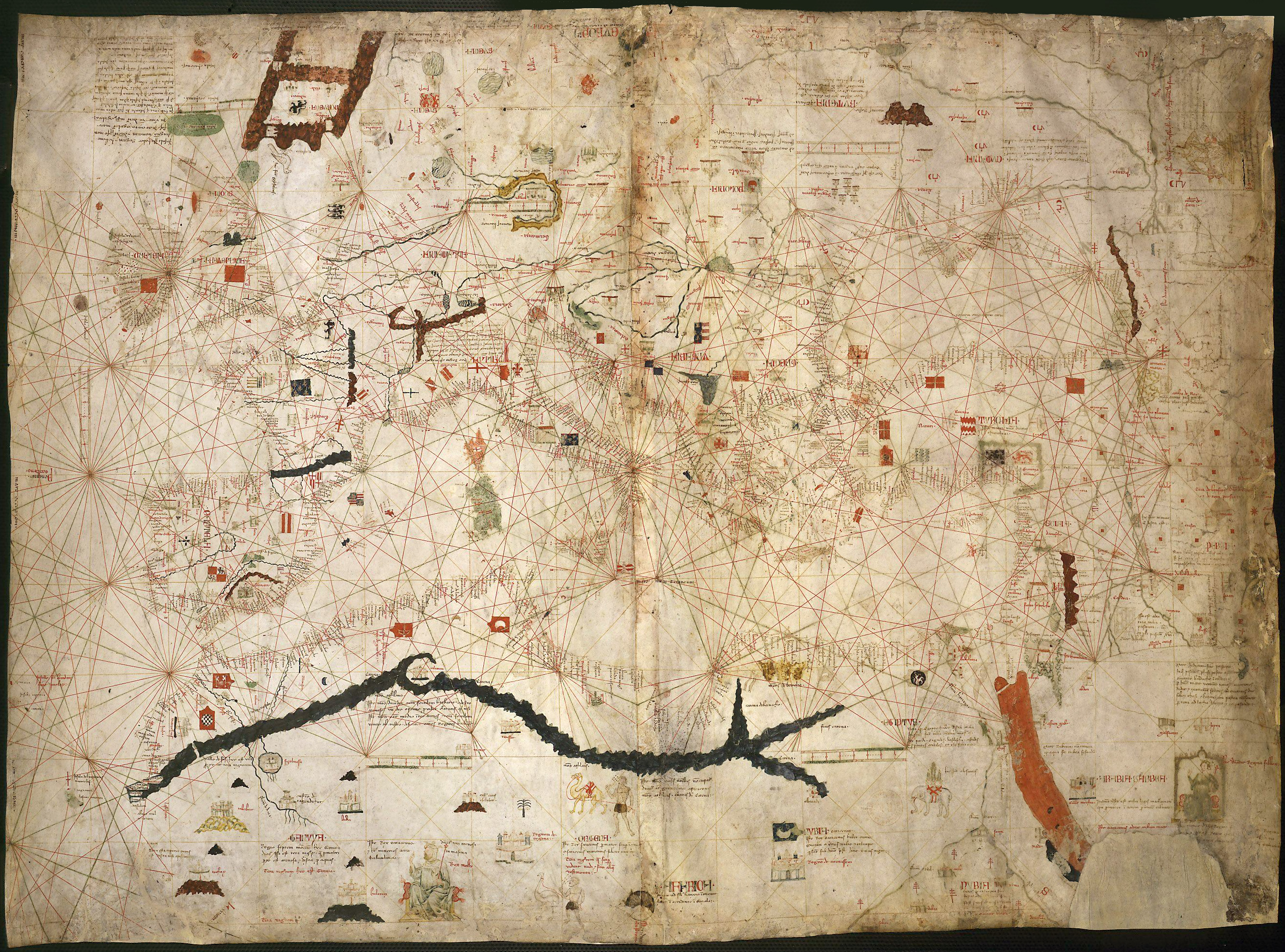
Angelino Dulcert térképe (1339)

Angelino Dulcert, Angelino de Dulceti, vagy Angelino de Dalorto (született 1320-1339 körül) - olasz, mallorcai térképész. Az ő nevéhez fűződnek a 14. századi portolán térképek, az 1325-ből való "Dalorto" táblázat, és az 1339-es "Dulcert" táblázat. Ez utóbbi az első ismert portolán táblázat, melyet Spanyolország egyik szigetén, Palma de Mallorcán állítottak elő és a mallorcai kartográfiai iskola alapító darabjának számít.

## Története
Angelino Dulcertről gyakorlatilag semmit sem tudunk. Az általános feltételezés az, hogy ő egy olasz liguriai, aki Genovában tanult, majd kivándorolt Mallorcára valamikor az 1320-as vagy 1330-as években. A feltételezések szerint Angelino "Dalorto" ekkor csatlakozott a híres genovai Dell'Orto családhoz, mely ismert volt, aktív fekete-tengeri és ázsiai kereskedelmi tevékenységéről. A feltevések szerint Angelino Dalorto  Mallorcára  költözött, mint kereskedelmi ügynök, és ott vette fel a  "Dulcert" nevet, mint vezetéknevének egy katalánul hangzó változatát.
Dulcert személyazonossága és az állampolgársága egy régi elmélet és vita tárgya; a tudósok gyakran állították, hogy Dulcert talán teljesen katalán származású volt.
Dalorto térképészeti munkája során a visszafogott, partközpontú olasz stílust követte: jól példázza ezt az ő genovai elődje, Pietro Vesconte, de ő is kezdett távolodni a gyér belvízi részletek bemutatásától. A miniatűr városok, hegyvidékek és a folyók ábrázolása a későbbi mallorcai iskolában fog majd virágozni. Sőt, Dalorto néhány részlete itt előjel a szokásos mallorcai stílushoz (pl. a Vörös-tenger piros színű, az Atlasz hegység olyan alakú, mint egy pálmafa, a csirkeláb Alpok, a Duna "halmok"). A földrajzi ismeretek terén Dalorto térképei pontosabb képet adnak Észak-Európáról (különösen a Balti-tengerről), mint elődeié. 

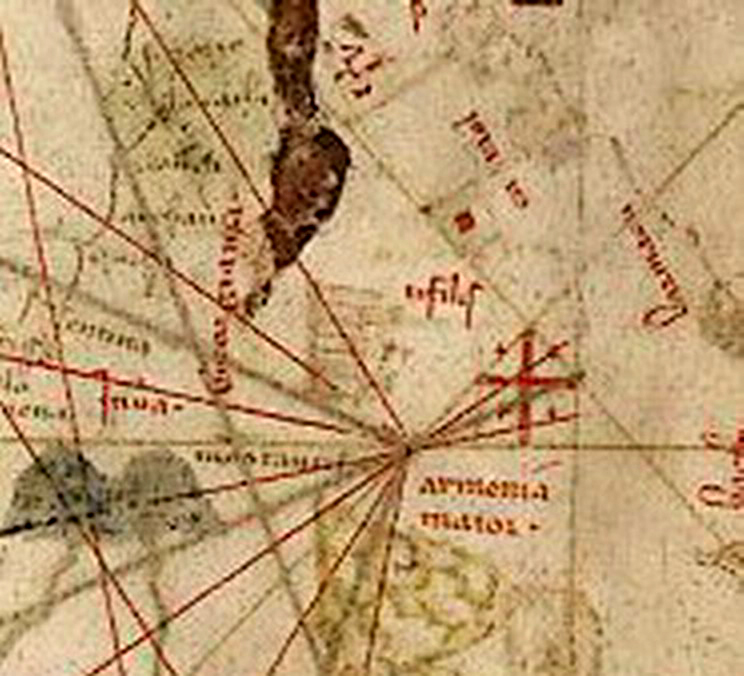

A Dalorto térképe volt az első, amely a legendás Brazil-szigetet mint kör, lemez alakú szigetet ábrázolta Írország délnyugati részén, melynek felirata: "Insula de monotonis SIUE de Brazile" volt.
Franciaországban, Párizsban, a Bibliothèque Nationale-ban található Angelino "Dulcert" egy ismert 1339-es térképén olvasható: "Ano MCCCXXXVIIII Mense Augusto Angelino Dulcert a Civitate Maioricarum composuit". A térkép elődeivel ellentétben nem egyetlen pergamenből áll, hanem két pergamenlap van összekötve, mint egy térkép, amelynek méretei 75 × 102 cm.

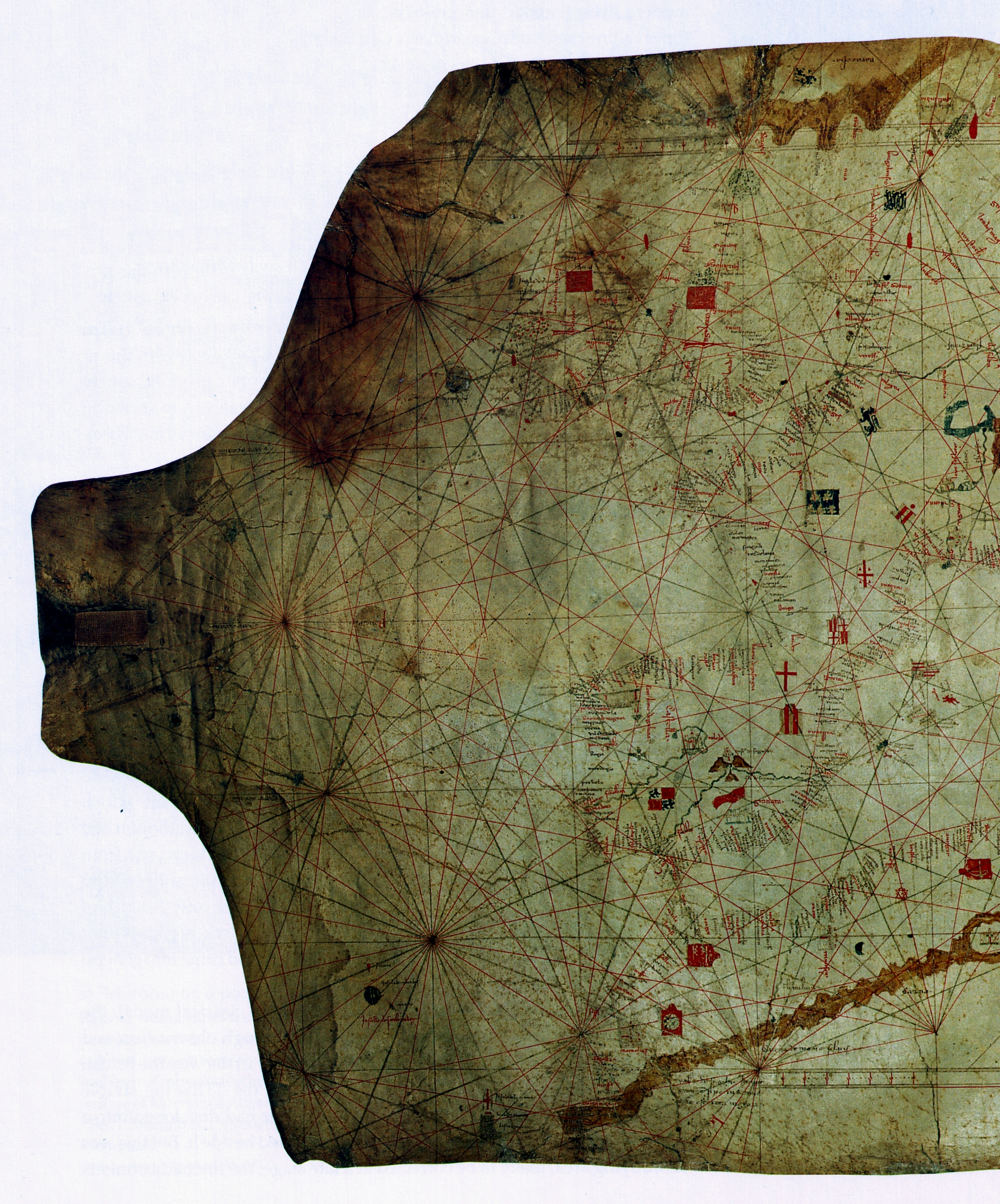
Dulcert 1350-ből való térképe (bal oldali részlet)

Dulcertnek ezt az 1339-es térképét tartják a mallorcai kartográfiai iskola alapító darabjának.
Sok szempontból  Dulcert 1339-es térképe egyrészt nagyon hasonlít az 1325-ös Dalorto térképhez. Másrészt latin nyelven íródott, és olyan szolgáltatásokat tartalmaz, melyek általában nem találhatók meg a genovai vagy velencei térképeken.
Dulcert 1339-es térképe nevezetes arról is, hogy ez az első modern ábrázolása Lanzarote szigetének, ami a Kanári-szigetek egyik tagja, Insula de Lanzarotus Marocelus, utalva a genovai navigátor Lancelotto Malocellóra, és a genovai pajzzsal jelöli meg a szigetet (a szokás később megmaradt a jövő térképészcégeinél is).

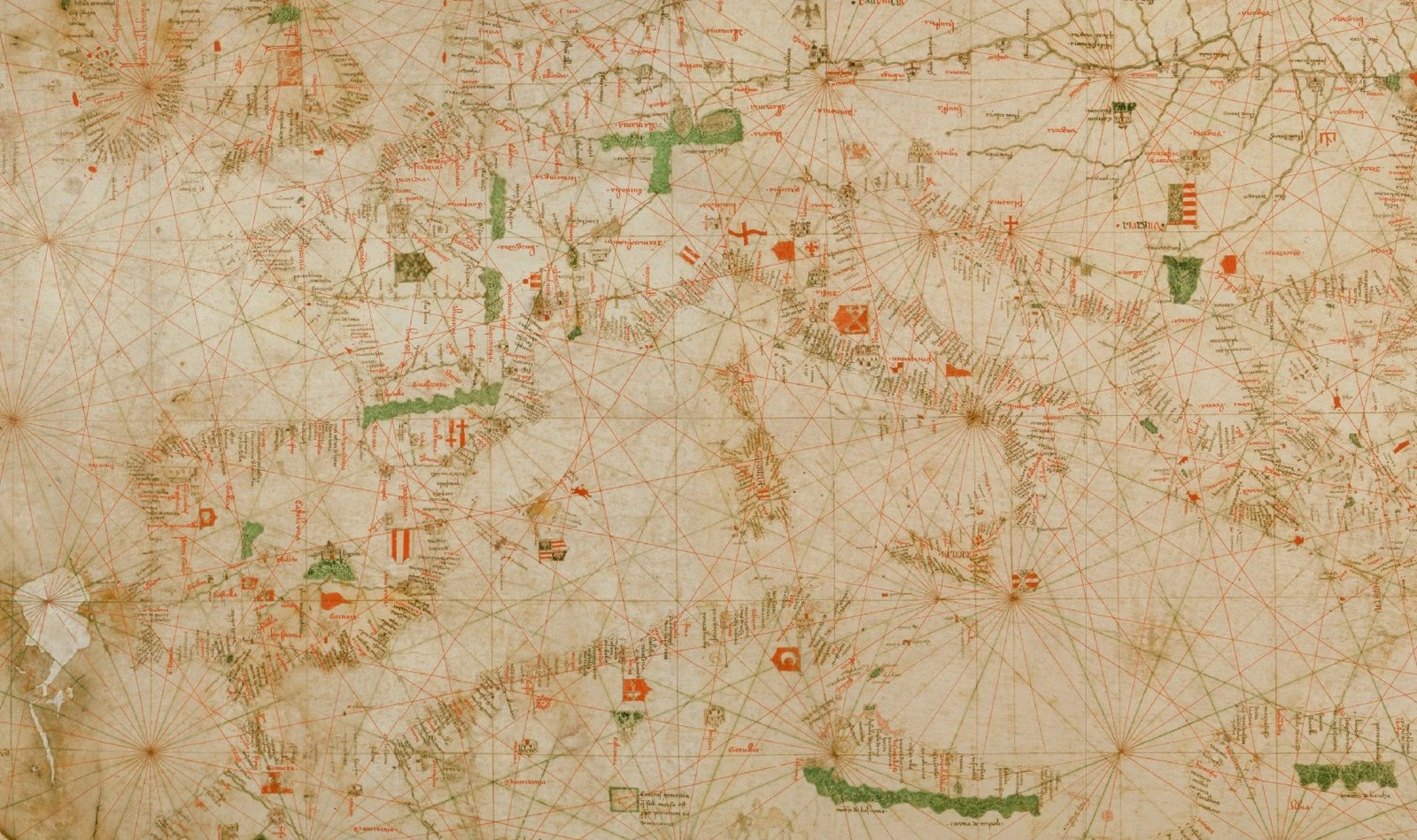
Dolarto 1325-ből való térképe

A 20. században egy harmadik térkép is előkerült a British Library, London, Egyesült Királyságban, amely aláíratlan,de feltehetően Angelino Dulceti / Dolcet / Dalorto / Dulcert a készítője (Add.MS.25691). Úgy gondolják, hogy még 1340 körülről való, bár egyes tudósok úgy vélik, talán még megelőzheti a Dalorto 1325-ből való térképét is.
Tőle származik Károly Róbert zászlajának legkorábbi ismert ábrázolása.